# Liste der Kolonialgouverneure von Santo Domingo
Dies ist eine Liste der Gouverneure, die für die spanische (und zeitweise für die französische und US-amerikanische) Kolonialverwaltung über die Provinz Santo Domingo regiert haben.
Die Kolonialverwaltung begann mit der Landung Kolumbus’ 1492. Ab 1511 begann die Institutionalisierung mit der Einrichtung der Real Audiencia von Santo Domingo. Ein Gouverneur führte die Verwaltung; die Provinz unterstand dem Vizekönigreich Neuspanien. Ab dem 17. Jahrhundert begannen Franzosen, den Westteil von Hispaniola zu besiedeln, der später zu Haiti werden sollte. Der spanische Ostteil ging zeitweilig auch in französische Herrschaft über und wurde später zur Dominikanischen Republik.

## Eroberungsphase nach der Entdeckung
| Name                                            | Amtszeit  | Anmerkungen    |
| Christoph Kolumbus                              | 1492–1496 | Vizekönig      |
| Bartolomeo Kolumbus                             | 1496–1500 |                |
| Francisco de Bobadilla                          | 1500–1502 |                |
| Nicolás de Ovando                               | 1502–1509 |                |
| Diego Kolumbus (Vizekönig)                      | 1509–1515 |                |
| Cristóbal Lebrón                                | 1515–1516 | interimistisch |
| Herrschaft der Real Audiencia von Santo Domingo | 1516–1519 |                |
| Diego Kolumbus                                  | 1520–1523 |                |
| Herrschaft der Real Audiencia                   | 1523–1525 |                |
| Alonso de Zuazo und Gaspar de Espinosa          | 1525–1528 |                |

## Spanische Gouverneure und Generalkapitäne im Vizekönigreich Neuspanien
| Name                                                  | Amtszeit  | Anmerkungen                    |
| Sebastián Ramírez de Fuenleal (erste Amtszeit)        | 1528–1531 | Bischof von Santo Domingo      |
| Alonso de Zuazo                                       | 1531–1533 |                                |
| Alonso de Fuenmayor (erste Amtszeit)                  | 1533–1540 | Bischof von Santo Domingo      |
| Luis Colón                                            | 1540–1543 |                                |
| Alonso López de Cerrato                               | 1544–1549 |                                |
| Alonso de Fuenmayor (zweite Amtszeit)                 | 1549–1554 | Erzbischof von Santo Domingo   |
| Alonso de Maldonaldo                                  | 1555–1560 |                                |
| Juan López de Cepeda                                  | 1560      |                                |
| Diego de Vera                                         | 1560–1561 |                                |
| Alonso Arias de Herrera                               | 1561–1564 |                                |
| Antonio Mejía                                         | 1568–1572 |                                |
| Francisco de Vera                                     | 1572–1575 |                                |
| Gregorio González de Cuenca                           | 1576–1581 |                                |
| Pedro de Arceo                                        | 1581–1583 | interimistisch                 |
| Cristóbal de Ovalles                                  | 1583–1590 |                                |
| Lope de Vega Portocarrero                             | 1590–1596 |                                |
| Domingo de Osorio (erste Amtszeit)                    | 1596–1601 |                                |
| Pedro Sanz Morquecho                                  | 1601      |                                |
| Domingo de Osorio (zweite Amtszeit)                   | 1601–1608 |                                |
| Diego Gómez de Sandoval                               | 1608–1623 |                                |
| Juan Martínez Tenorio                                 | 1623–1624 |                                |
| Diego de Acuña                                        | 1624–1627 |                                |
| Gabriel de Chávez y Osorio                            | 1627–1634 |                                |
| Gil de Sierpe                                         | 1634–1635 |                                |
| Alonso de Cereceda                                    | 1635–1637 |                                |
| Domingo de Osorio                                     | 1637      |                                |
| Juan Bitrián de Beamonte y Navarra                    | 1637–1644 |                                |
| Nicolás de Velazco Altamirano                         | 1644–1649 |                                |
| Juan Melgarejo Ponce de León                          | 1649–1650 |                                |
| Luís Fernández de Córdoba                             | 1650–1651 |                                |
| Francisco Pantoja y Ayala (erste Amtszeit)            | 1651      |                                |
| Andrés Pérez Franco                                   | 1651–1653 |                                |
| Juan Francisco de Montemayor de Cuenca                | 1653–1655 |                                |
| Francisco Pantoja y Ayala (zweite Amtszeit)           | 1655      |                                |
| Bernardino de Meneses, conde de Peñalba               | 1655–1656 |                                |
| Félix de Zúñiga, conde del Sacro Imperio              | 1656–1659 | Reichsgraf seit 1646           |
| Juan de Balboa Mogrovejo                              | 1659–1661 |                                |
| Pedro de Carvajal y Cobos                             | 1661–1669 |                                |
| Ignacio Zayas Bazán                                   | 1670–1677 |                                |
| Juan Padilla de Guardiola y Guzmán                    | 1677–1678 |                                |
| Francisco Segura y Sandoval y Castilla                | 1678–1684 |                                |
| Andrés de Robles y Gómez                              | 1684–1689 | bis 1686 interimistisch im Amt |
| Ignacio Pérez Caro (erste Amtszeit)                   | 1689–1696 |                                |
| Gil Correoso Catalán                                  | 1696      |                                |
| Severino de Manzaneda Salinas y Rojas                 | 1699–1702 |                                |
| Juan del Barranco                                     | 1702–1704 |                                |
| Ignacio Pérez Caro (zweite Amtszeit)                  | 1704–1706 |                                |
| Sebastián de Cereceda y Girón (erste Amtszeit)        | 1706–1708 | interimistisch                 |
| Guillermo Morfil                                      | 1708–1711 |                                |
| Pedro de Niela y Torres                               | 1711–1714 |                                |
| Sebastián de Cereceda y Girón (zweite Amtszeit)       | 1714–1715 | interimistisch                 |
| Fernando Constanzo y Ramírez                          | 1715–1724 |                                |
| Francisco de la Rocha Ferrer y Labarcés               | 1724–1732 |                                |
| Alonso de Castro y Mazo                               | 1732–1737 |                                |
| Pedro Zorrilla da San Martín, marqués de Gándara Real | 1737–1750 |                                |
| Juan José Colomo                                      | 1750      |                                |
| José Zunnier de Basteros                              | 1750–1751 |                                |
| Francisco Rubio y Peñaranda                           | 1751–1760 |                                |
| Manuel Azlor de Aragón y Urries                       | 1760–1771 |                                |
| José Solano y Bote, marqués del Socorro               | 1771–1779 |                                |
| Isidoro de Peralta y Rojas                            | 1779–1785 |                                |
| Joaquín García y Moreno (erste Amtszeit)              | 1785–1786 |                                |
| Manuel González Torres de Navarra                     | 1786–1788 |                                |
| Pedro Carani                                          | 1788      | interimistisch                 |
| Joaquín García y Moreno (zweite Amtszeit)             | 1788–1795 |                                |

## Französische Gouverneure
1795 trat Spanien den verbliebenen östlichen Teil von Hispaniola im Frieden von Basel an das revolutionäre Frankreich ab.
| Name                                            | Amtszeit  | Anmerkungen |
| Philippe-Rose Roume de Saint-Laurent            | 1795–1798 | Kommissar   |
| Antoine Chanlatte                               | 1799–1801 |             |
| Pierre François Dominique Toussaint-Louvereture | 1801–1802 |             |
| Antoine Nicolas Kerverseau                      | 1802–1803 |             |
| François Jacques Lequoy de Mongiraus            | 1803      | Präfekt     |
| Marie Louis Ferrand                             | 1803–1808 |             |
| Joseph-David de Barquier                        | 1808–1809 |             |

## Spanische Gouverneure im Kampf gegen Napoléon
| Name                          | Amtszeit  | Anmerkungen    |
| Juan Sánchez Ramírez          | 1808–1811 |                |
| Manuel Caballero (Gouverneur) | 1811–1812 | interimistisch |
| José Masot                    | 1812–1813 | interimistisch |

## Spanische Gouverneure und Generalkapitäne nach Rückkehr von Ferdinand VII.
| Name                        | Amtszeit  | Anmerkungen |
| Carlos de Urrutia y Montoya | 1813–1818 |             |
| Sebastián Kíndelan y Oregón | 1818–1821 |             |
| Pascual Real                | 1821      |             |

Ab Dezember 1821 ging die Regierungsgewalt auf den unabhängigen Staat „Spanisch-Haiti“ und ab 1844 auf die Dominikanische Republik über.

## Spanische Gouverneure während der zweiten Kolonialzeit
Von 1861 bis 1865 unterstellte Pedro Santana den Ostteil Hispaniolas erneut spanischer Verwaltung.
| Name                                            | Amtszeit  | Anmerkungen |
| Pedro Santana Familias, marqués de las Carreras | 1861–1862 |             |
| José Felipe Rivero y Lemoine                    | 1862–1863 |             |
| Carlos de Vargas y Cerveto                      | 1863–1864 |             |
| José de la Gándara y Navarro                    | 1864–1865 |             |

## US-Gouverneure
Von 1916 bis 1922 besetzten die USA das Land.
| Name                   | Amtszeit  | Anmerkungen |
| Harry Shepard Knapp    | 1916–1918 |             |
| Benjamin Hebard Fuller | 1918–1919 |             |
| Thomas Snowden, Jr.    | 1919–1921 |             |
| Samuel S. Robinson     | 1921–1922 |             |

Seit 1922 ist die Regierungsgewalt in den Händen der Vertreter der Dominikanischen Republik.